# 圣彼得罗-阿波斯托洛
圣彼得罗-阿波斯托洛（義大利語：San Pietro Apostolo）是意大利卡坦扎罗省的一个市镇。总面积11.51平方公里，人口1791人，人口密度155.6人/平方公里（2009年）。ISTAT代码为079115。